# Pierre Rebut
Pierre Rebut, né le 26 mai 1827, à Saint-Jean-des-Vignes, et mort le 14 mars 1902 à Chazay-d'Azergues, était un botaniste français, spécialiste des cactus.

## Vie et œuvre
Pierre Rebut était un vigneron, et horticulteur, devenu un expert dans l'élevage et la reproduction de cactus. Il avait sa pépinière de cactus à Chazay-d'Azergues, près de Lyon.
Il est né le 26 mai 1827 à Saint-Jean-des-Vignes, Rhône, et il est mort  le 14 mars 1902 à Chazay-d'Azergues, Rhône. 
En 1891, il reçut de Frédéric AC Weber à Paris les premiers spécimens d'un nouveau cactus, que Karl Moritz Schumann nomma et décrivit Rebutia minuscula en 1895.

## Plantes nommées
Liste des plantes décrites par Rebut :
- Cereus jusbertii Rebut ex K.Schum., Gesamtbeschr. Kakt. 137 (1897).
- Echinocactus jourdanianus Rebut ex W.Maass
- Echinocactus macdowellii Rebut ex Quehl, Monatsschr. Kakteenk. 4(9): 133 (-134) (1894).
- Echinocactus multicostatus Rebut, Cat. Cact. Pl. Grasses Diverses 3 (1886).
- Echinocactus trollietii Rebut ex K.Schum., Monatsschr. Kakteenk. 5: 184 (1895).
- Echinocactus trollietii Rebut ex Carp, Baltimore Cact. J. 2: 147 (fig.) (1895).
- Echinocereus barcena Rebut ex Hirscht, Monatsschr. Kakteenk. 1896, vi. 127, in obs., nomen; A. Berger, Kakteen, 175(1929), in obs.
- Echinocereus havermansii Rebut ex K.Schum., Gesamtbeschr. Kakt. 290 (1898).
- Euphorbia fournieri Rebut ex André, Rev. Hort. [Paris]. lxviii. 226 (1896).
- Mammillaria carretii Rebut ex K.Schum., Gesamtbeschr. Kakt. 542 (1898).
- Mammillaria lassonneriei Rebut ex K.Schum., Monatsschr. Kakteenk. 7: 29 (1897).
- Mammillaria lesaunieri Rebut ex K.Schum., Monatsschr. Kakteenk. 7: 29 (1897).
- Pilocereus barbatus Rebut ex Rümpler, Handb. Cacteenk. (ed. 2 - Rümpler) 650 (1886).

## Honneurs
Karl Moritz Schumann l'honore dans le genre Rebutia K.Schum. de la famille des Cactaceae .
D'autre part, les épithètes spécifiques suivants sont assignés en son honneur :
- (Asphodelaceae) Aloe rebutii Hort. ex A.Berger[5]
- (Asphodelaceae) × Gasteraloe rebutii (= Aloe variegata × Gasteria sp.)
- Lobivia rebutioides Backeb.[6] (synonyme d'Echinopsis densispina)
- Hymenorebutia rebutioides (Backeb. ) Buining[7]